# ヒラギシスゲ
ヒラギシスゲ Carex angustinowiczii Meinsh. ex Korsh.  はカヤツリグサ科スゲ属の植物の1つ。寒冷地の水辺に生える。

## 特徴
多年生の草。根茎は短く、茎や葉は密集して束になって生じる。時として短い匍匐枝を出すことがある。基部の鞘は淡褐色から赤褐色で、次第に細かい繊維状に裂けるようになる。時に糸網を生じる。葉は柔らかくて葉幅は2～4mm。葉には2つ折れの稜が走る。花茎の高さは30～60cmになる。花茎の上部はざらつく。また花茎は果実の成熟する頃にはしなだれる。葉は花茎より長くなる。
花期は7～8月。小穂は4～6個で、頂小穂は雌雄性、つまり先端側に雌花、基部側に雄花を着けるが、全体が雄性の場合もある。側小穂は雌性だが往々にして基部側に雄花をつける。花茎の先端側の小穂は互いに接近して着き、下の方ではやや離れる。頂小穂、側小穂共に柄はなく、ただし下方に離れて着く側小穂には短い柄がある。小穂は長さ1～3cm、幅は3～4mmで、直立しており、つまり花茎に沿うように伸びる。小穂の基部の鞘は最下のものでは葉身が発達しており、鞘はない。雄花鱗片は濃褐色から暗紅色で先端は鈍く尖る。雌花鱗片は黒紫褐色をしており、果胞より短く幅も狭く、先端は鈍く尖っている。果胞は卵形で長さ2.5～3mm。淡緑色で細かい脈があり、無毛、先端部は急に狭まって小さく突き出して短い嘴となり、口部は滑らか。果実は楕円形で3つの稜があり、長さは1.5～2mm、柱頭は3つに裂ける。
和名は北海道石狩の平岸に因むもので、この地が本種が初めて採集された場所であるためである。別名にエゾアゼスゲがある。

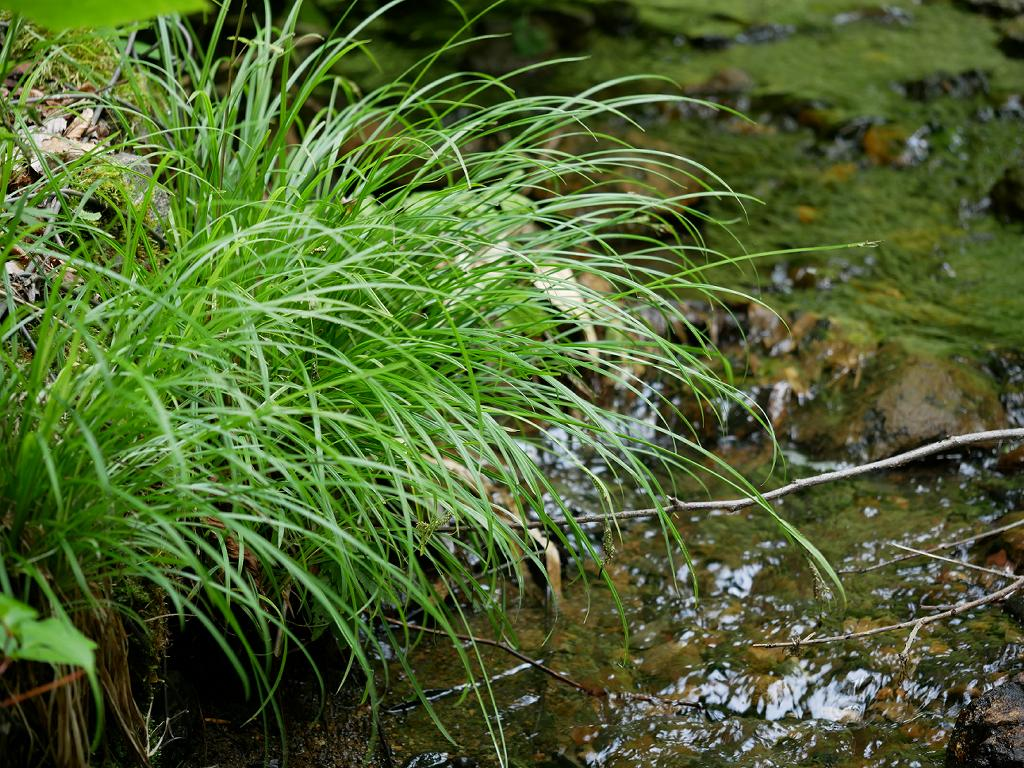
渓流の水際の株の様子
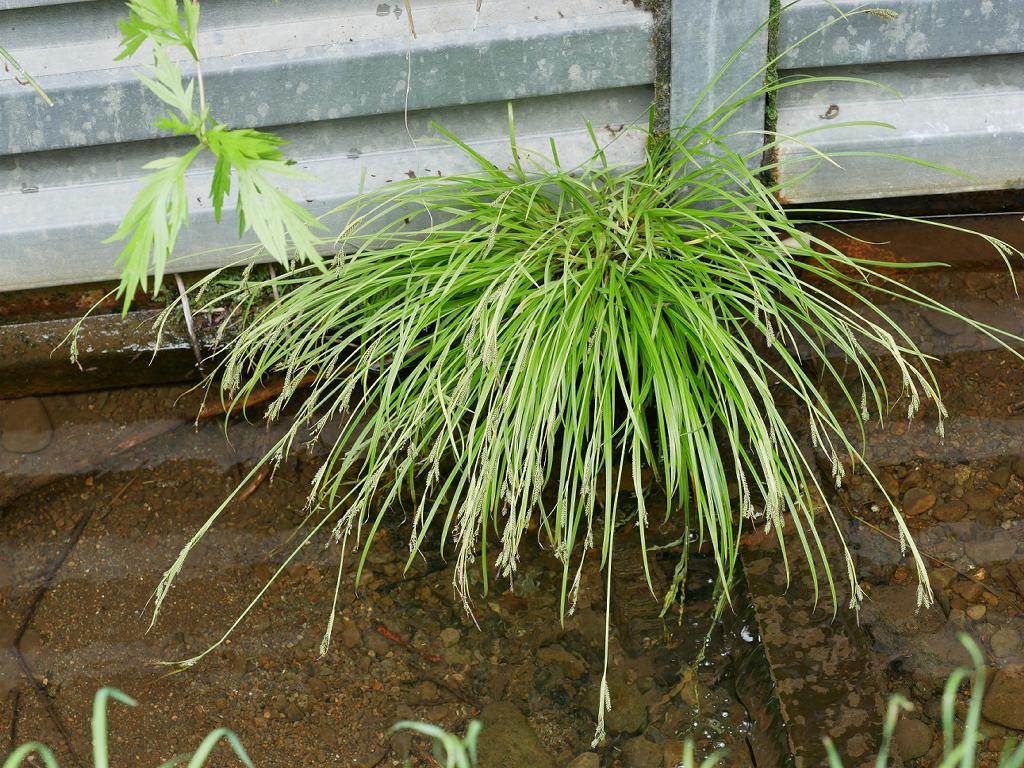
人工壁から生えている様子

## 分布と生育環境
日本では北海道から本州中部以北に見られ、国外ではサハリン、千島、カムチャッカ、朝鮮北部に分布する。
高山の湿地や渓流畔に生える。ナルコスゲに生態的に似ている、との声も。ただし本種には時にヤチボウズを形成する、という性質もある。ヤチボウズは野地坊主、あるいは谷地坊主と書いてスゲ属植物が(希に他属でも例はあるが)湿地で大きな株を形成し、それが周囲から盛り上がった隆起を形成するものを指す言葉で、カブスゲやオオアゼスゲなどこれを形成する種は本種も含めて6種ほどが知られている。

## 分類など
頂小穂が雄性または雌雄性、側小穂は基本的には雌性、苞に鞘がなく、果胞は無毛、柱頭は3つに裂ける、といった特徴から勝山(2015)は本種をクロボスゲ節 Sect. Racemosae に含めている。この節には日本では16種ほどがあり、その中で本種は頂小穂が雌雄性であること、果胞が扁平でなく、表面が滑らかであること、花序がやや垂れ、雌小穂の鱗片が黒紫色であることなどで他種と区別できる。

## 保護の状況
環境省のレッドデータブックでは指定がないが、県別では秋田県と埼玉県で絶滅危惧I類、石川県で絶滅危惧II類、岩手県で準絶滅危惧の指定があるほか、新潟県では地域個体群での指定があり、それに山梨県で情報不足とされている。おおむね分布域の南限での指定と思われる。岩手県では生育地、個体数共に少なく、森林開発などによる生育数の減少が危惧される、という。